# Hauterive (Allier)
Hauterive (okzitanisch: Autariba) ist eine französische Gemeinde mit 1.186 Einwohnern (Stand: 1. Januar 2022) im Département Allier in der Region Auvergne-Rhône-Alpes. Sie gehört zum Kanton Bellerive-sur-Allier im Arrondissement Vichy. Die Einwohner werden Hauterivois genannt.

## Geografie
Hauterive liegt vier Kilometer südsüdöstlich von Vichy in der Landschaft Limagne bourbonnaise am Allier. Umgeben wird Hauterive von den Nachbargemeinden Abrest im Norden und Osten, Saint-Yorre im Südosten, Saint-Sylvestre-Pragoulin im Süden und Südwesten sowie Brugheas im Westen.

## Bevölkerungsentwicklung
| Jahr                       | 1962 | 1968 | 1975 | 1982 | 1990 | 1999 | 2006 | 2019 |
| -------------------------- | ---- | ---- | ---- | ---- | ---- | ---- | ---- | ---- |
| Einwohner                  | 774  | 775  | 882  | 958  | 1077 | 1055 | 1079 | 1167 |
| Quellen: Cassini und INSEE |      |      |      |      |      |      |      |      |

## Sehenswürdigkeiten
- Kirche Saint-Pierre aus dem 19. Jahrhundert
- Schloss Les Husseaux, 1856 erbaut
- Schloss aus dem 19. Jahrhundert